# Andrea Padula
Andrea Padula (* 4. April 1996 in Mendrisio) ist ein italienisch-rumänischer Fußballspieler.

## Karriere
Padula begann seine Laufbahn bei der Tessiner Nachwuchsauswahl Team Ticino. Zur Saison 2014/15 wurde er in die U-21-Mannschaft befördert. Bis Saisonende kam der Offensivspieler zu 20 Einsätzen in der 1. Liga, der vierthöchsten Schweizer Spielklasse, wobei er sechs Tore erzielte. Die Mannschaft stieg schlussendlich in die fünftklassige 2. Liga interregional ab. 2015/16 spielte Padula 17-mal in der fünfthöchsten Schweizer Liga, wobei er sechs Tore schoss. Zur Spielzeit 2016/17 schloss er sich auf Leihbasis dem Zweitligisten FC Chiasso an. Am 31. Juli 2016, dem 2. Spieltag, gab er beim 2:3 gegen den FC Schaffhausen sein Debüt in der zweitklassigen Challenge League, als er in der Startelf stand. Er avancierte zum Stammspieler der Südtessiner und absolvierte bis zum Ende der Saison 31 Partien in der zweithöchsten Schweizer Spielklasse, in denen er zweimal traf. Zudem wurde er dreimal im Schweizer Cup eingesetzt, wobei er zwei Tore erzielte. Chiasso schied im Achtelfinale gegen den Ligakonkurrenten FC Winterthur aus.
2017/18 spielte er elfmal in der Challenge League, bevor er Anfang 2018 an den italienischen Drittligisten AC Monza weiterverliehen wurde. Am 4. Februar desselben Jahres, dem 24. Spieltag, debütierte er in der drittklassigen Serie C, als er beim 0:1 gegen Carrarese Calcio in der 79. Minute für Lorenzo Carissoni eingewechselt wurde. Bis zum Ende der Spielzeit bestritt er zwei Spiele in der dritthöchsten italienischen Spielklasse und eine Partie im folgenden Play-off um den Aufstieg, als man in der 2. Runde gegen Piacenza Calcio 1919 verlor und somit in der Serie C blieb. Padula kehrte zur Saison 2018/19 in die Schweiz zurück und wechselte fest zum FC Chiasso. Bis Saisonende kam er zu 31 Spielen in der Challenge League, in denen er fünf Treffer erzielte. Im Schweizer Cup spielte er zweimal; Chiasso schied schlussendlich im Achtelfinale gegen den FC Luzern aus. 2019/20 folgten 13 Partien für den FC Chiasso, bevor er im Januar 2020 einen Vertrag beim Ligakonkurrenten FC Wil unterschrieb. In Wil verpasste er kein Ligaspiel und absolvierte bis Saisonende 18 Partien für die Ostschweizer, in denen er viermal traf. Zur Saison 2020/21 wechselte Padula zum FC Basel in die erstklassige Super League. Am 20. September 2020, dem 1. Spieltag, gab er beim 2:2 gegen den FC Vaduz sein Debüt in der höchsten Schweizer Spielklasse, als er in der Startelf stand. Bis Saisonende bestritt er 14 Spiele in der Super League und drei Partien in der Qualifikation zur UEFA Europa League, die man über den dritten Rang in der Liga erreicht hatte. Der FCB verlor schlussendlich in den Play-offs gegen den ZSKA Sofia aus Bulgarien und qualifizierte sich somit nicht für die Endrunde des internationalen Wettbewerbs. 
Ab 2022 spielte er für ein Jahr bei der zweitklassigen AC Bellinzona und wechselte im Sommer 2023 zu FC Universitatea Craiova nach Rumänien. Dort ist er mittlerweile Captain.